# Luis Alberto Bonnet
Pour les articles homonymes, voir Bonnet.
Luis Alberto Bonnet García (né le 27 avril 1971 à Buenos Aires, Argentine) est un footballeur argentin, naturalisé péruvien.

## Biographie
Surnommé El Pelado, Bonnet débute en 1991 avec le CA Atlanta, en troisième division, club où il reste une référence avec ses 49 buts en 141 matchs. En revanche, il ne joue que très peu en championnat d'Argentine (seulement 15 matchs et 4 buts en 1997-1998 avec le Gimnasia y Tiro de Salta). 
Il se distingue surtout au Pérou, notamment avec le Sporting Cristal, club avec lequel il remporte trois championnats (1996, 2002 et 2005) et dont il demeure le troisième buteur historique avec 141 buts, derrière Alberto Gallardo (149) et Jorge Soto (175). Cependant, en 2008, sa fin de carrière au sein du Sporting Cristal se voit ternie par un conflit avec l'entraîneur de l'époque, Juan Carlos Oblitas, qui ne compte plus sur lui et l'écarte du groupe, ce qui oblige Bonnet à quitter le club. 
Il joue également au Cienciano del Cusco, lors de la saison 2000, avec de bonnes statistiques à la clé (19 buts en 21 matchs).
Il dispute au cours de sa carrière un total de 40 matchs en Copa Libertadores, inscrivant 12 buts. Il est finaliste de cette compétition en 1997 avec le Sporting Cristal, inscrivant notamment trois buts lors des demi-finales disputées face au Racing Club de Avellaneda.

## Palmarès
| CA Atlanta - Primera B Metropolitana (D3) (1) : - Champion : 1994-1995. |  | Sporting Cristal - Championnat du Pérou (3) : - Champion : 1996, 2002 et 2005. - Meilleur buteur : 2003 (20 buts). - Copa Libertadores : - Finaliste : 1997. |